# ウィリアム・キース (画家)
ウィリアム・キース（William Keith、1838年11月18日 - 1911年4月13日）はスコットランド生まれのアメリカ合衆国の画家である。サンフランシスコで働き、アメリカ西部の風景画を描いた。

## 略歴
スコットランド、アバディーンシャーのオールドメルドラム(Oldmeldrum)で生まれた。父親はキースが生まれる数ヶ月前に死んでいて祖父母に育てられた。1850年に母親と姉たちとアメリカ合衆国に移住し、ニューヨークに住んだ。数年学校で学んだ後、1856年に木版画家の見習いとなり、雑誌「ハ－パーズマガジン」の挿絵画家として雇われた。1858年にスコットランドとイングランドを旅し、しばらく「ロンドン・デイリー・ニュース」の仕事をした
。
サンフランシスコで仕事の申し出があったので1859年5月にサンフランシスコに渡ったが実現せず、かわりにサンフランシスコで版画出版の仕事を始めた。1862年には版画家のハリソン・イーストマン、1864年には版画家のヴァン・ブレック(Durbin Van Vleck)と共同経営した。1863年から初めて水彩画を女性画家のエリザベス・エマーソンから学んだ。1864年にエリザベスと結婚した。1866年に展覧会に水彩画を出展し、批評家に賞賛された。この時点でヨセミテやシエラネバダ山脈の風景を題材にしていた。1868年頃には油彩画も描くようになった。1868年に鉄道会社から北東太平洋岸の風景画の注文を受けて、版画の仕事を止めて、油絵、水彩画の仕事に専念するようになった。
1869年から1871年の間、当時多くのアメリカ人画家が留学していた、デュッセルドルフに移りアルベルト・フラムの画塾で学んだ。フラムの師であるアンドレアス・アッヒェンバッハの技巧を熱心にアメリカの友人への手紙で賞賛したとされる。パリでも過ごし、巨匠の作品を学び、「バルビゾン派」の画家たちの作品も学んだ。アメリカに戻った後は、デュッセルドルフで知り合ったドイツ人画家、ヴィルヘルム・ハーン(Carl Wilhelm Hahn後にWilliam Hahn)と共同でボストンにスタジオを開いて1872年まで活動した。
その後、再びカリフォルニアに移った。カリフォルニアでは同じスコットランド生まれで同じ年齢のナチュラリスト、ジョン・ミューアと親友となった。1890年代にはアメリカの風景画の重要な人物、ジョージ・イネスと知り合い影響を受けた。
1906年のサンフランシスコ地震によって引き起こされた火災でキースのスタジオは破壊され、多くの作品が失われたショックもあって健康を害した。1907年にミューアとヨセミテを旅するようになったが1911年に没した。

## 作品

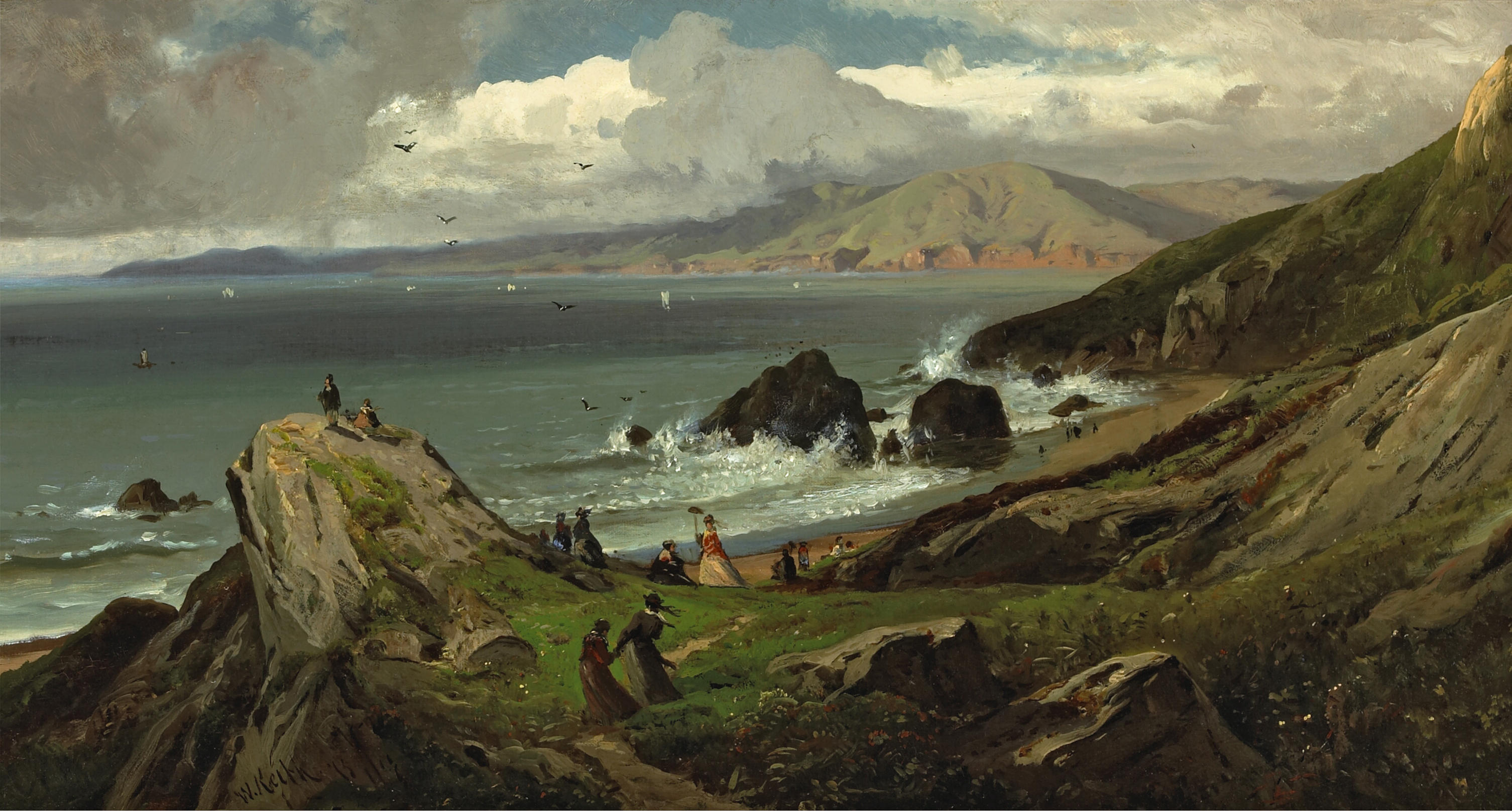
Land’s End, 1873
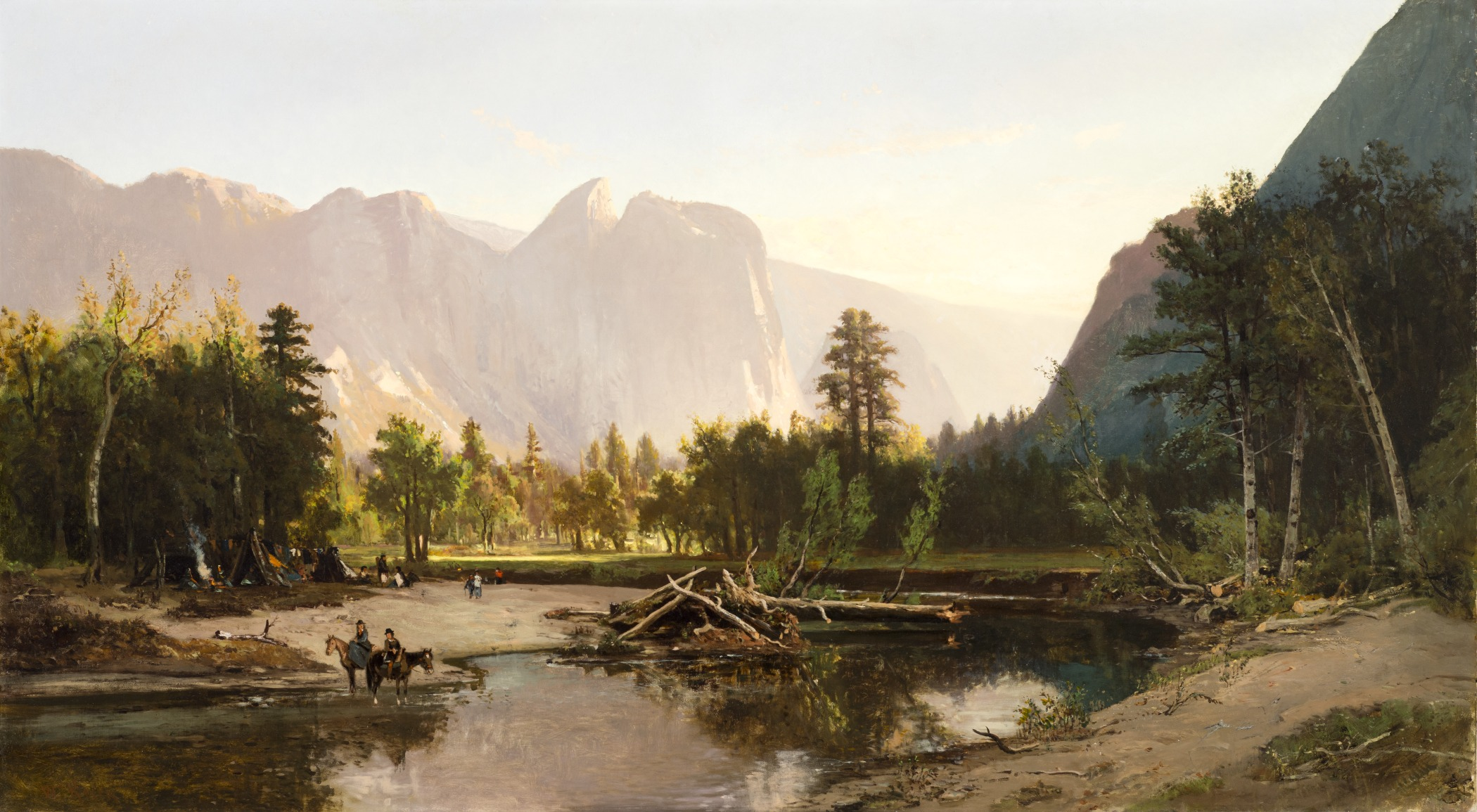
Yosemite Valley, 1875
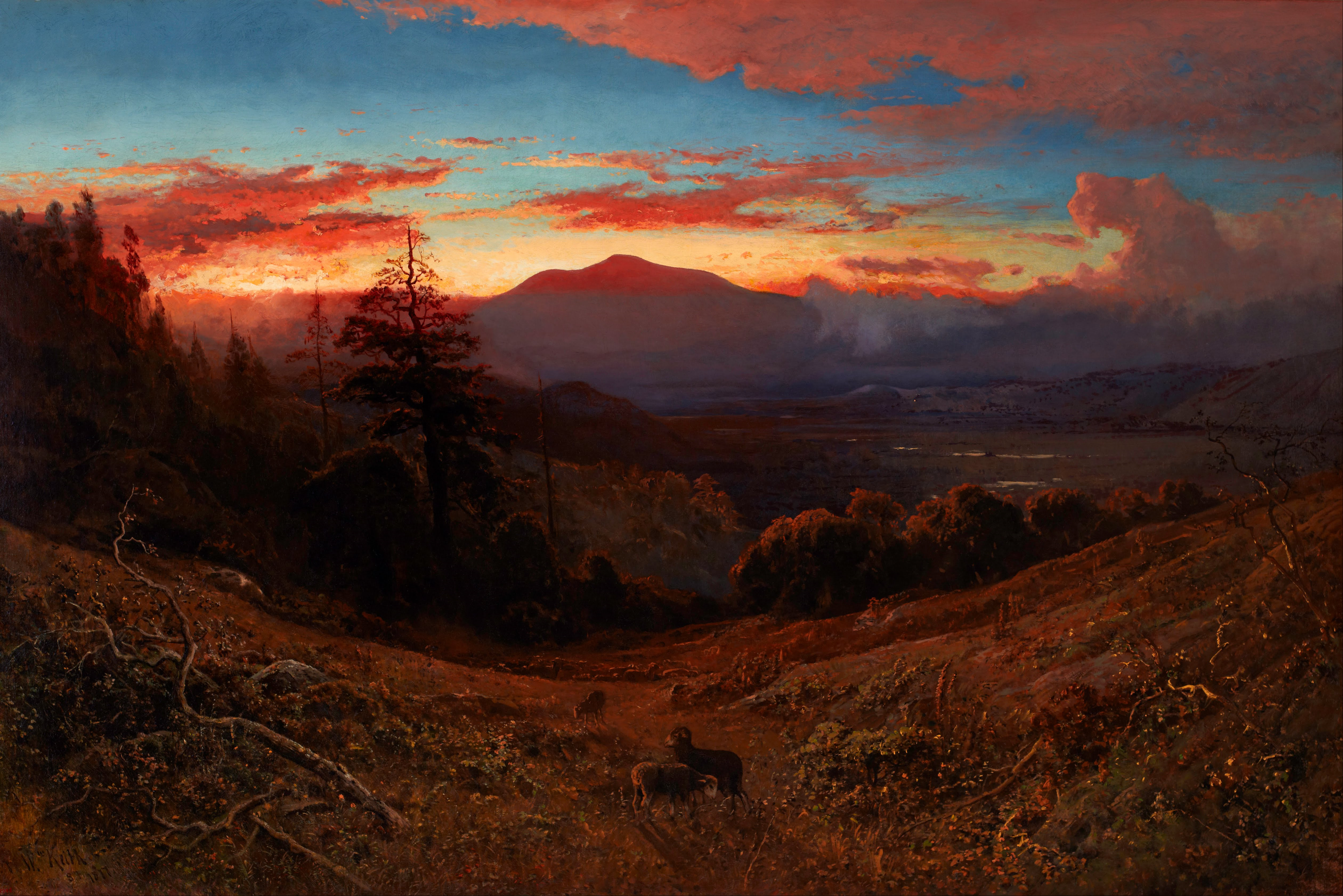
Sunset on Mount Diablo, 1877
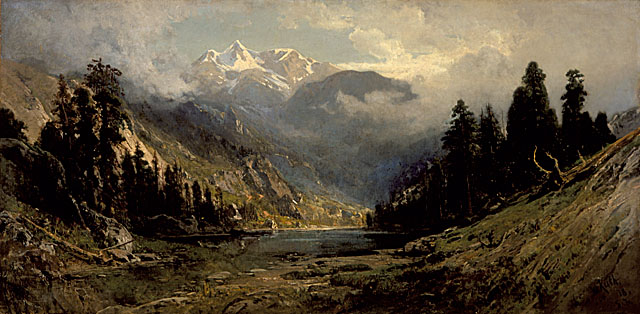
California Pines, 1878
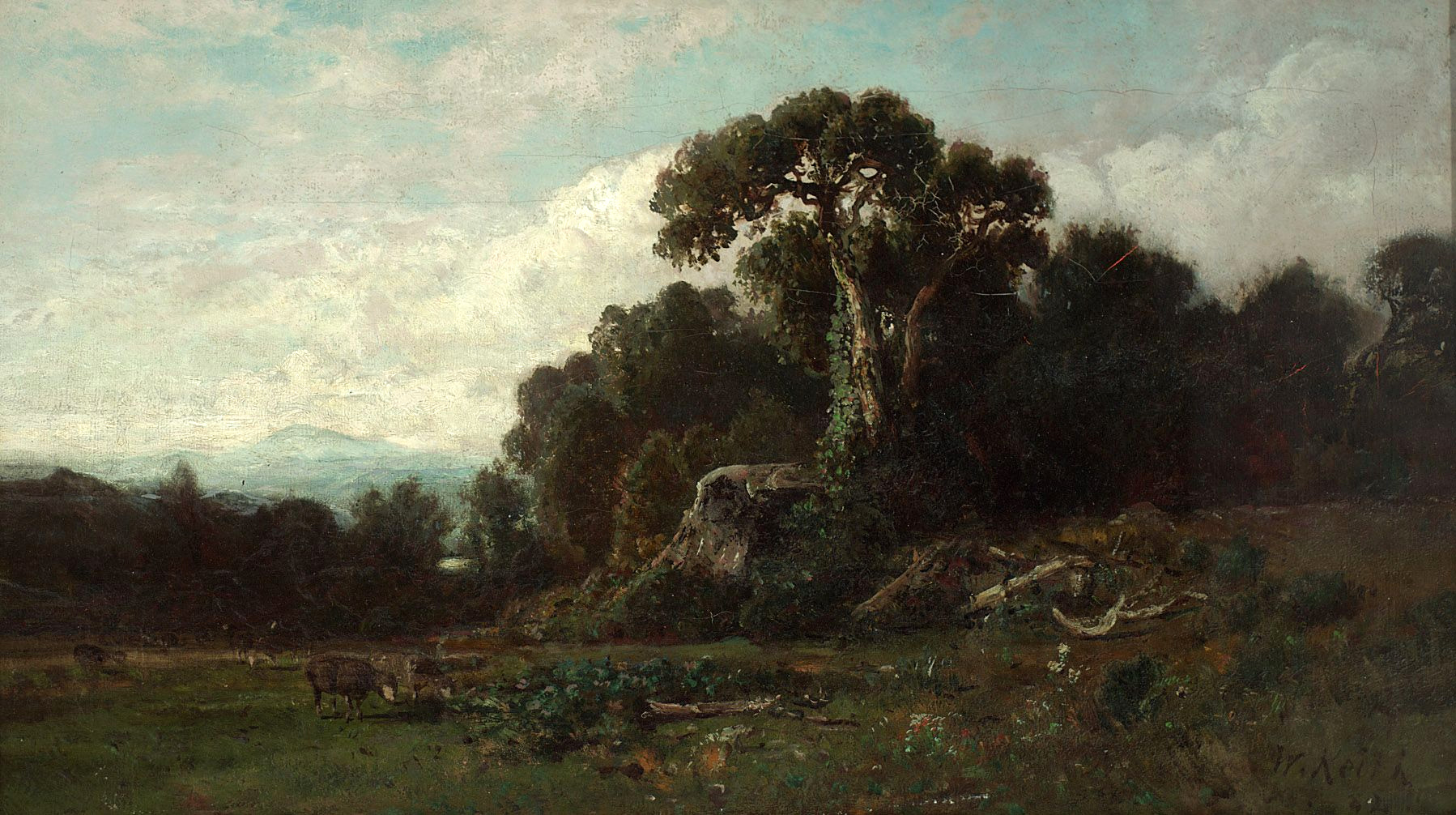
Santa Barbara Hills, 1882
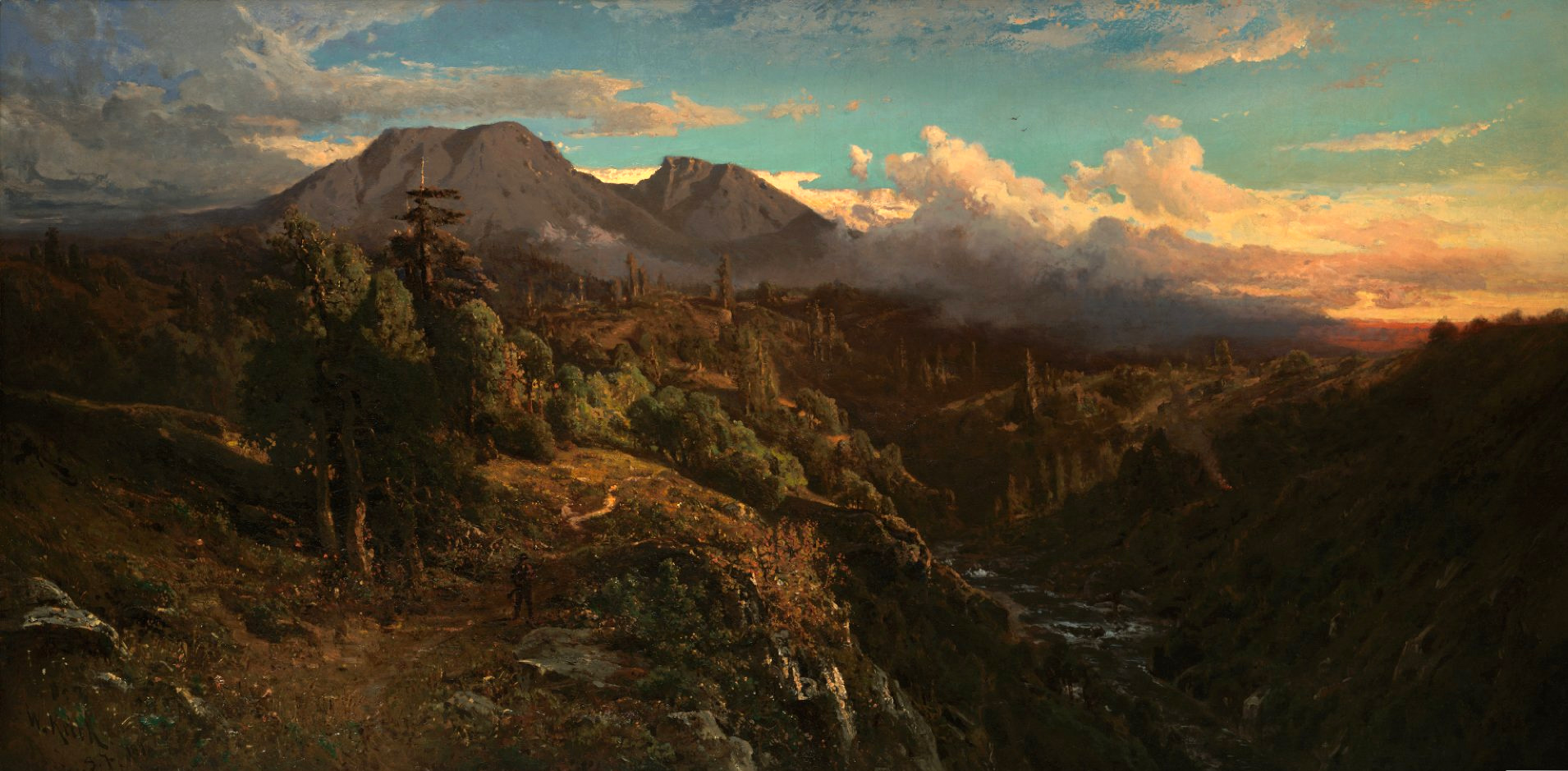
Sunset Glow on Mount Tamalpais, 1896
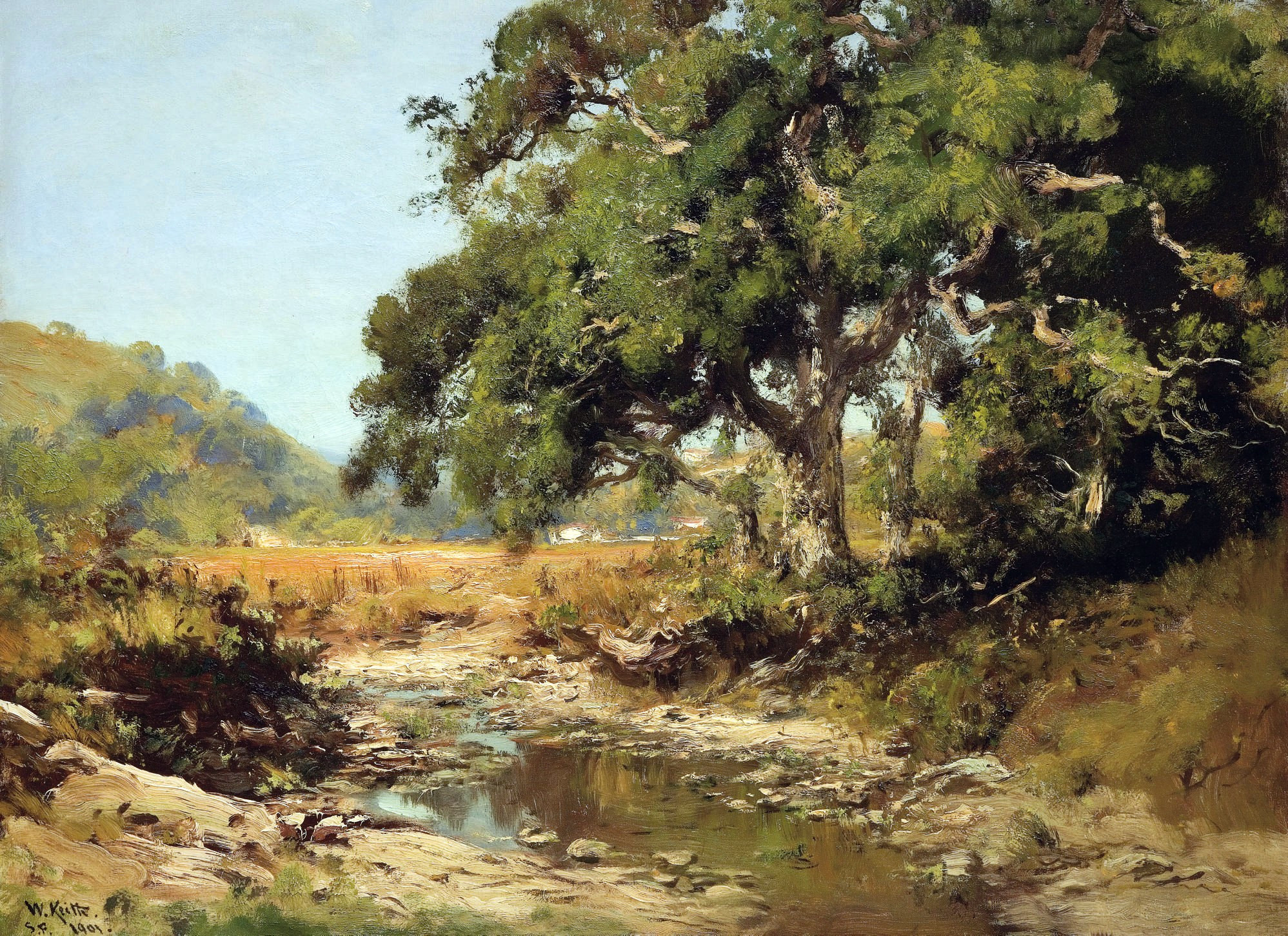
Stream Through the Valley, 1901
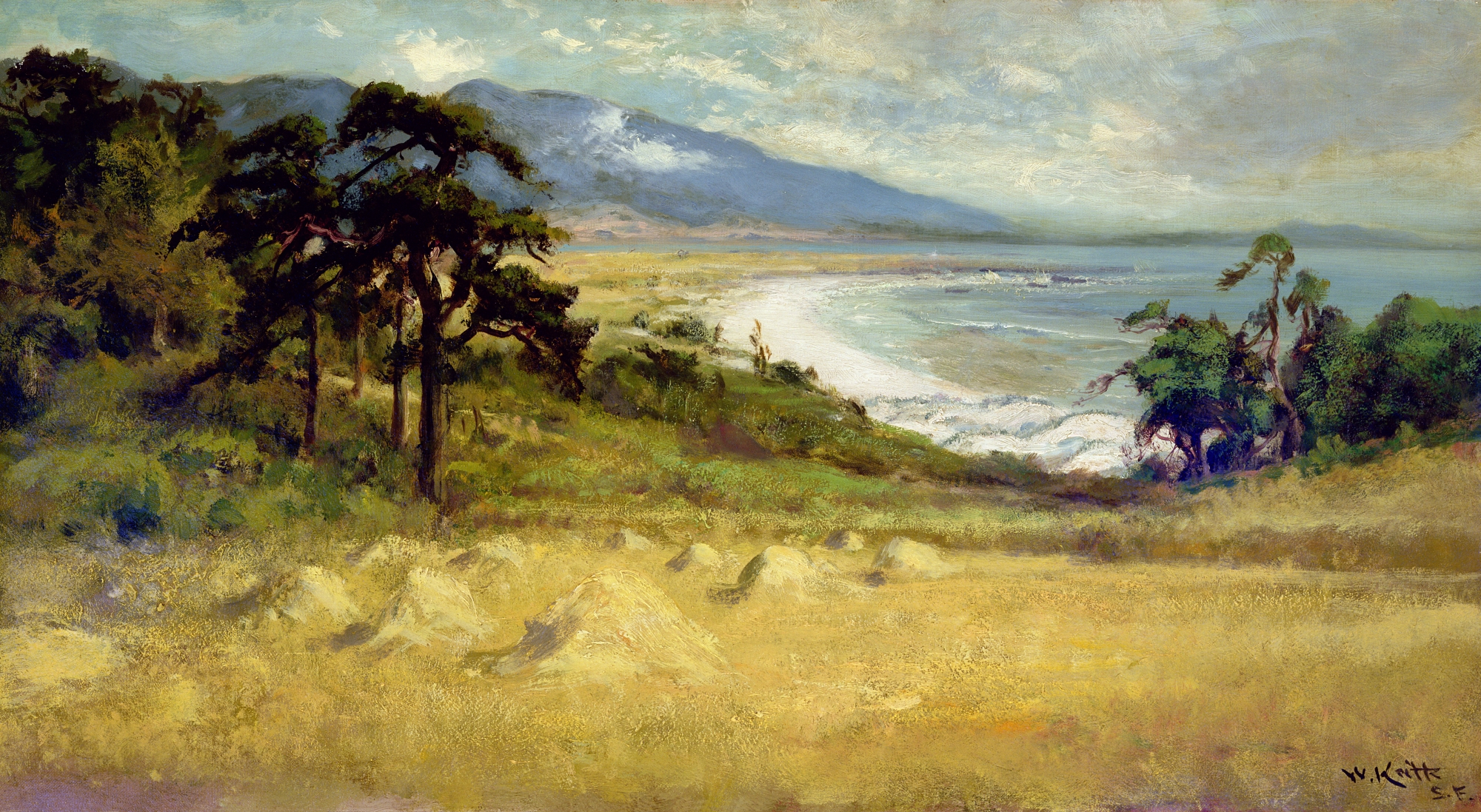
Carmel by the Sea, um 1905
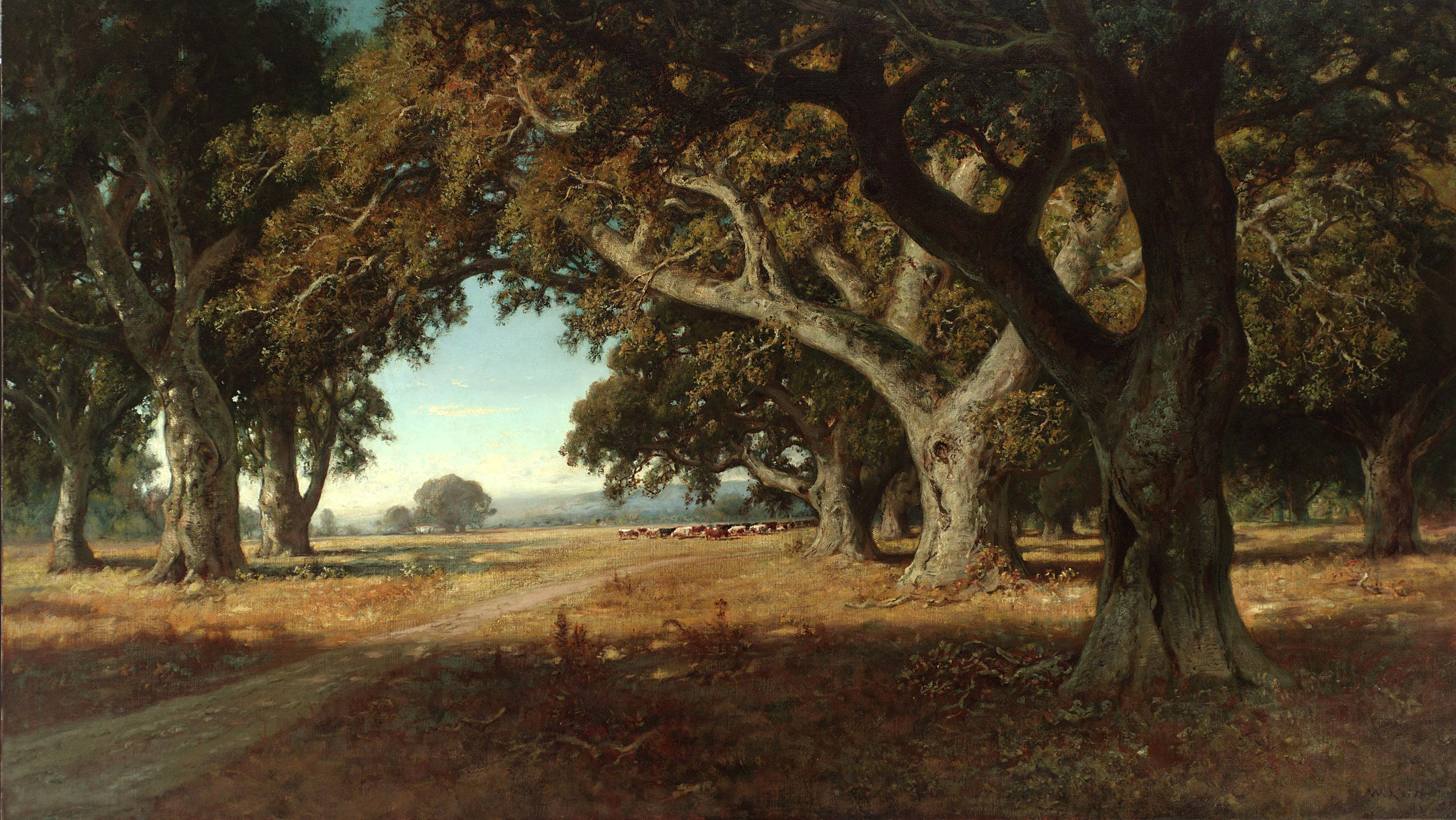
California Ranch, 1908